# Davide Appollonio
Davide Appollonio (født 2. juni 1989 i Vitolini) er en professionel italiensk landevejscykelrytter. Han cykler for den britiske hold Team Sky. Han har cyklet for Team Sky siden starten af 2011. I 2010 kørte han for Cervélo TestTeam. Som cykelrytter er hans styrke sprint.